# Międzynarodowe prawo kosmiczne
Prawo kosmiczne – dział prawa międzynarodowego zajmujący się wykorzystywaniem i użytkowaniem przestrzeni kosmicznej i ciał niebieskich. Za najważniejszą umowę międzynarodową w obrębie prawa kosmicznego uważa się Układ o zasadach działalności państw w zakresie badań i użytkowania przestrzeni kosmicznej łącznie z Księżycem i innymi ciałami niebieskimi (zwany też w skrócie Traktatem o przestrzeni kosmicznej) z 1967 roku.
Prawo kosmiczne tworzone jest przez Komitet do spraw Pokojowego Wykorzystania Przestrzeni Kosmicznej (ang. Committee on the Peaceful Uses of Outer Space) założonego w 1959 roku rezolucją 1472 (XIV) Zgromadzenia Narodów Zjednoczonych z 12 grudnia. Sekretariatem Komitetu jest Biuro NZ ds. przestrzeni kosmicznej (United Nations Office for Outer Space Affairs). Do Komitetu należy 65 członków w tym Polska.
Do podstawowych umów międzynarodowych dotyczących przestrzeni kosmicznej należą:
- Deklaracja zasad prawnych rządzących działalnością państw w zakresie badania i wykorzystywania przestrzeni kosmicznej Zgromadzenia Ogólnego ONZ z 13 grudnia 1963 r.[5]
- Układ o zakazie prób broni nuklearnej w atmosferze, w przestrzeni kosmicznej i pod wodą z 5 sierpnia 1963 r.
- Układ o zasadach działalności państw w zakresie badań i użytkowania przestrzeni kosmicznej łącznie z Księżycem i innymi ciałami niebieskimi z 27 stycznia 1967 r.
- Umowa o ratowaniu kosmonautów, powrocie kosmonautów i zwrocie obiektów wypuszczonych w przestrzeń kosmiczną z 22 kwietnia 1968 r.
- Konwencja o międzynarodowej odpowiedzialności za szkody wyrządzone przez obiekty kosmiczne z 29 marca 1972 r.[6]
- Konwencja o rejestracji obiektów wypuszczonych w przestrzeń kosmiczną z 14 stycznia 1975 r.[7]
- Konwencja o przekazywaniu i wykorzystywaniu danych ze zdalnego badania Ziemi z kosmosu z 19 maja 1978 r.[8]
- Układ normujący działalność państw na Księżycu i innych ciałach niebieskich z 18 grudnia 1979 r.[9]
- Rezolucja Zgromadzenia Ogólnego ONZ 51/122 z 13 grudnia 1996 r. w sprawie międzynarodowej współpracy w badaniu i wykorzystaniu przestrzeni kosmicznej, ukierunkowanej na korzyści i interesy wszystkich państw, a w szczególności potrzeby państw rozwijających się[10].

W ramach RWPG powstało Porozumienie o współpracy w dziedzinie badań i wykorzystania przestrzeni kosmicznej w celach pokojowych sporządzone w Moskwie 13 lipca 1976 r.
Opracowano także wiele zasad prawnych traktujących między innymi o wykorzystaniu przestrzeni kosmicznej, wykorzystania energii nuklearnej w przestrzeni kosmicznej, wykorzystywania sztucznych satelitów, współpracy wszystkich państw w dziedzinie badania i wykorzystywania kosmosu.
Przestrzeń kosmiczna jest dobrem wspólnym i może być użytkowana tylko w celach pokojowych. Państwa ponoszą międzynarodową odpowiedzialność za swą działalność w kosmosie, między innymi za obiekty tam wysłane. Konwencja z 1972 roku przyjmuje zasadę odpowiedzialności absolutnej państwa wypuszczającego obiekt kosmiczny za szkodę wyrządzoną na powierzchni ziemi lub statkowi powietrznemu. Państwo, które poniesie szkodę lub którego obywatele lub osoby prawne poniosą szkodę, może przedstawić roszczenie o odszkodowanie.
Zakazane jest przez prawo międzynarodowe zakładanie baz wojskowych, fortyfikacji, przeprowadzania manewrów wojskowych, wypróbowania jakichkolwiek rodzajów broni na ciałach niebieskich (układ o zakazie prób broni nuklearnej w atmosferze, w przestrzeni kosmicznej i pod wodą z 5 sierpnia 1963 r., rozszerzony w traktacie z 1967 roku o zakaz wprowadzania na orbity okołoziemskie obiektów przenoszących broń jądrową lub jakiekolwiek inne rodzaje broni masowego rażenia). Normy regulujące zasady współpracy państw w kwestii ratownictwa uznają kosmonautów za wysłanników ludzkości i nakazują udzielenia im wszelkiej możliwej pomocy (umowa o ratowaniu kosmonautów, powrocie kosmonautów i zwrocie obiektów wypuszczonych w przestrzeń kosmiczną podpisana w 1968 roku).
Ogólnie przyjęte jest, że przestrzeń kosmiczna rozpoczyna się od 90 do 100 km od powierzchni Ziemi, ponieważ najniższe punkty orbit sztucznych satelitów Ziemi położone są właśnie na wysokości około 90 km (linia Kármána).
W ramach międzynarodowego prawa kosmicznego zawiera się także współpraca międzynarodowa dotycząca telekomunikacji oraz teledetekcji (Międzynarodowy Związek Telekomunikacyjny – ITU). Globalny system łączności satelitarnej zapewniają: Międzynarodowa Organizacja Łączności Satelitarnej powstała na podstawie umowy podpisanej w 1964 roku w Waszyngtonie – INTELSAT, INMARSAT – Międzynarodowa Organizacja Morskiej Łączności Satelitarnej.
Sztuczne satelity Ziemi mogą być też wykorzystywane w meteorologii (WMO – Światowa Organizacja Meteorologiczna), geodezji czy kartografii.
W 1973 roku Międzynarodowy Związek Telekomunikacyjny uznał częstotliwości radiowe i orbitę geostacjonarną za ograniczone zasoby naturalne, które muszą być wykorzystywane efektywnie i ekonomicznie.